# Tombe de Jonker Afrikaner
La tombe de Jonker Afrikaner est située à Okahandja, en Namibie. Jonker Afrikaner, chef de la tribu des Oorlams, est mort en 1861. La tombe est le premier monument national de Namibie à être classé le 16 janvier 1950.
En 1970, le chef de l'ethnie herero Hosea Kutako est enterré à sa demande aux côtés de Jonker Afrikaner.